# Kråketjärnen (Hyssna socken, Västergötland)
Kråketjärnen är en sjö i Marks kommun i Västergötland och ingår i Viskans huvudavrinningsområde.